# Monument de Jean-Paul II (Ploërmel)
Le monument de Jean-Paul II est une statue érigée en 2006 à Ploërmel dans le Morbihan en mémoire du pape Jean-Paul II.  

## Localisation
Le monument est situé dans l'enceinte du collège du Sacré-Cœur de Ploërmel.
Jusqu'en juin 2018, il était situé rue Sénéchal-Tuault, sur la place Saint Jean Paul II à l'ouest de ce collège (47° 55′ 50″ N, 2° 23′ 39″ O).

## Description
Ce monument d'une hauteur de 7,5 mètres, se compose d'un socle, construit en pierre, sur lequel s’élève un arc en bronze, surmonté d'une croix. Sous cet arc, se dresse une statue en bronze représentant le pape orant. Sur le socle, il y a une inscription (citation de l'appel du pape) : « N'ayez pas peur. ». Le monument est l'œuvre du sculpteur russe d'origine géorgienne Zourab Tsereteli, qui l'a offert à son ami Paul Anselin, maire de la ville de Ploërmel à l'époque. L'inauguration solennelle du monument a eu lieu le 10 décembre 2006.

Vue général
Vue droite
Vue gauche
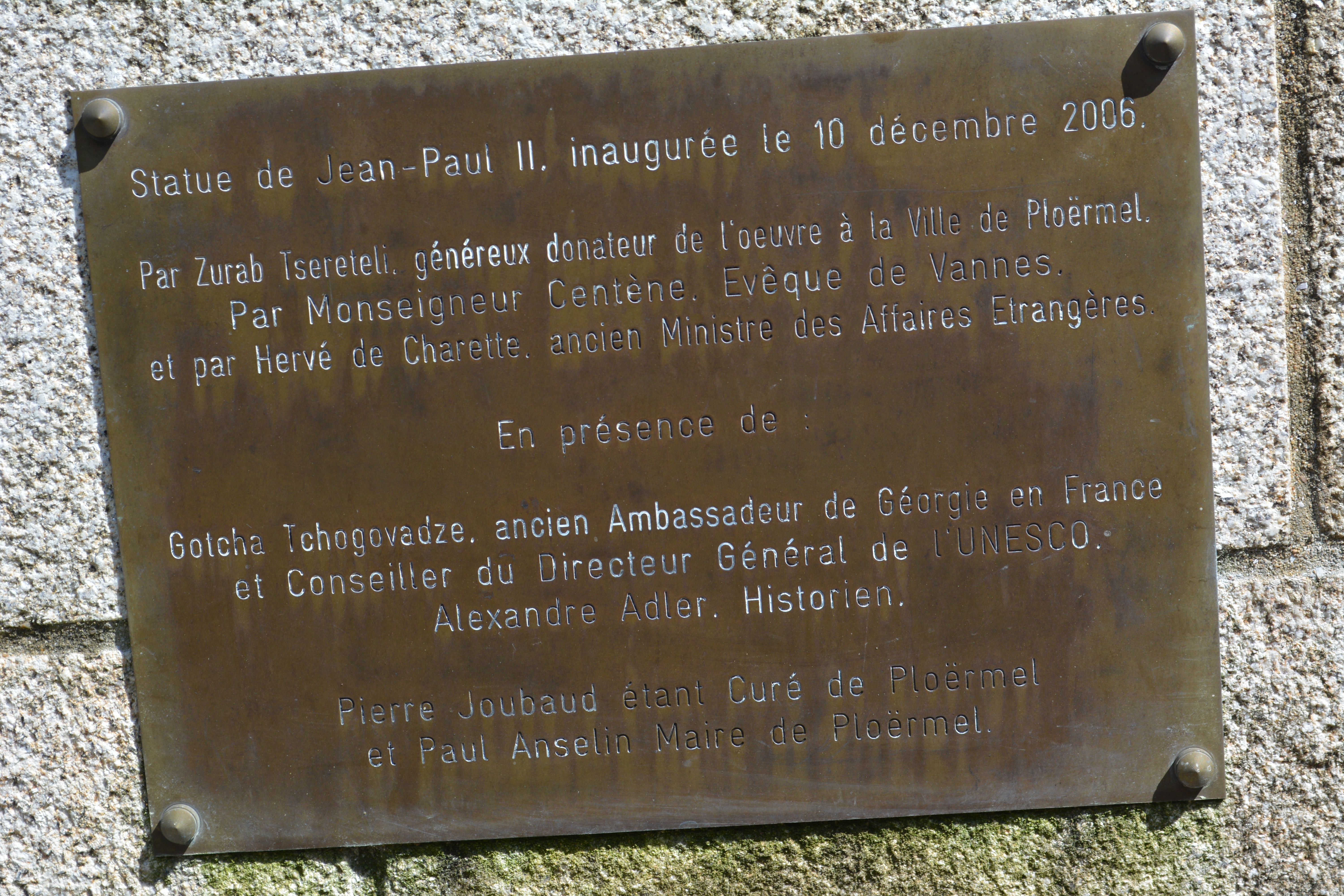
Plaque d'inauguration
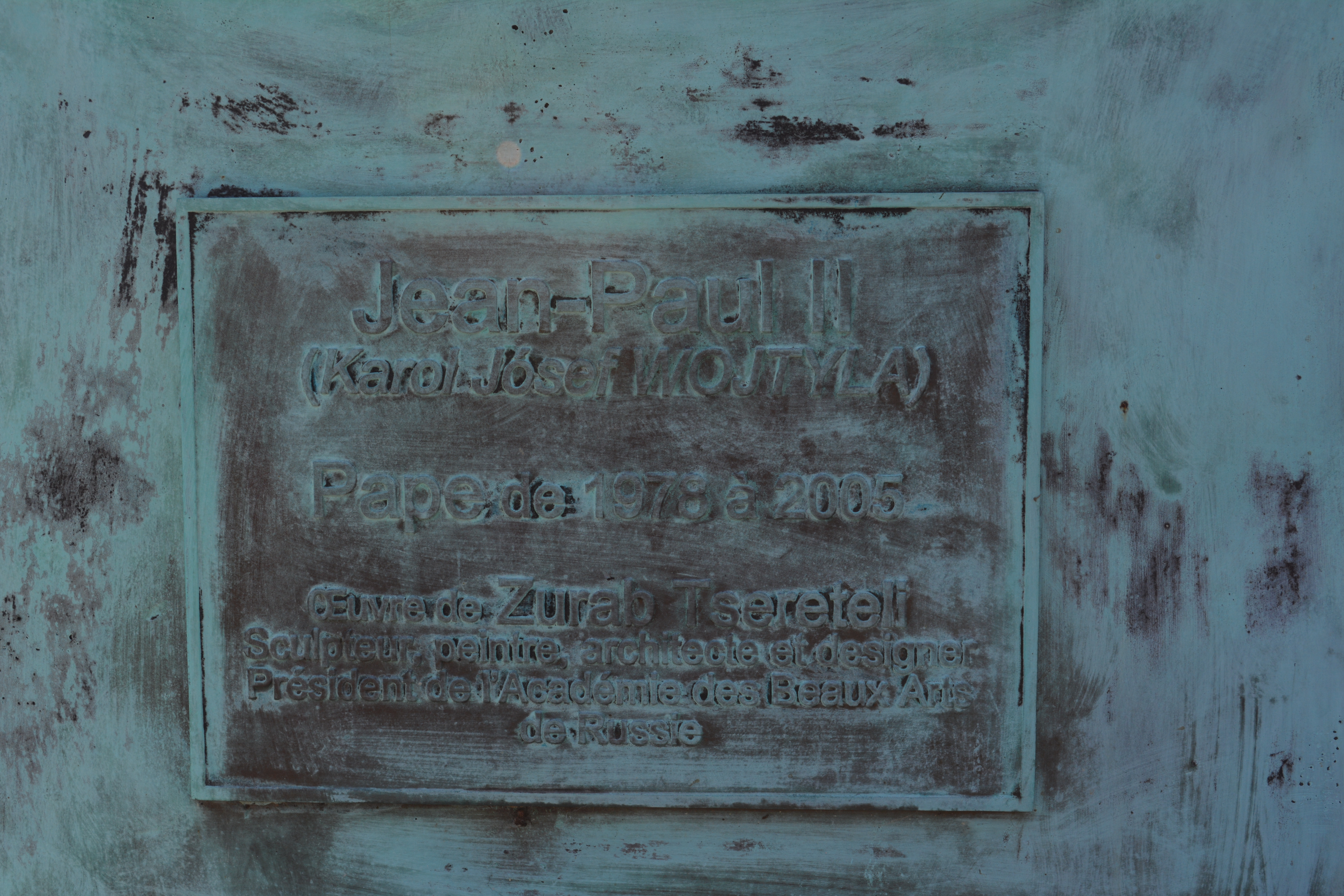
Plaque descriptive

## Controverse

### Judiciarisation
Le monument suscita dès son début une vive polémique entre défenseurs de la laïcité (le jugeant incompatible avec la loi française de séparation des Églises et de l'État de 1905) et les milieux catholiques, supportés par le conseil municipal.
En janvier 2010, le tribunal administratif de Rennes a jugé illégale et contraire à la liberté de conscience la subvention (4 500 €) du conseil général du Morbihan (pour ériger le socle du monument) et a ordonné son remboursement. En avril 2015, le tribunal administratif de Rennes s'est prononcé pour l'enlèvement de la croix, surplombant le monument, la décrivant comme « un symbole ostentatoire de la religion chrétienne » qui n'a pas le droit d'être exposée dans un lieu public. La modification du monument devant avoir le consentement de l'artiste, en cas de refus, tout le monument devrait disparaître de l'espace public (il pourrait être placé sur un terrain privé). En décembre 2015, la cour administrative d'appel de Nantes, déclarant le monument illégal, a simultanément annulé le jugement précédant en raison d'un vice de procédure. 
En octobre 2017, le Conseil d’État a jugé l'affaire en dernière instance. En se basant sur l'article 28 de la loi de 1905, qui interdit les monuments religieux dans les espaces publics s'ils ont été érigés après 1905, le Conseil d’État a accepté le maintien de la statue et de l'arche, mais a ordonné l'enlèvement de la croix. Cette décision est définitive,.

### Réactions

#### En France
La décision du Conseil d’État a provoqué de nombreuses protestations en France et à l'étranger. À la fin de novembre 2017, un groupe d'environ 300 personnes a manifesté à Ploërmel pour la défense de l’intégralité du monument. Une campagne de protestation en ligne #MontreTaCroix a commencé. En France, une collecte de signatures sous la pétition pour laisser le monument intact a également été lancée .

#### À l'étranger
L'évènement est récupéré par les milieux nationalistes polonais (pays d'origine de Jean-Paul II), qui font de la laïcité une attaque contre le christianisme. En 2015, le maire nationaliste de la ville hongroise de Tata, József Michl, propose d'y déplacer ce monument. Selon lui, « la France a un problème évident avec des racines chrétiennes de l'Europe ». 
Une proposition similaire est faite en octobre 2017 par la Première ministre polonaise Beata Szydło : « Mon gouvernement fera des efforts pour sauver de la censure le monument du pape Jean-Paul II en France. Nous sommes prêts à le transférer en Pologne, avec accord des autorités françaises et locales (...) Ce diktat soi-disant politiquement correct - la laïcité de l'État - représente des concepts, qui menacent de terroriser la vie quotidienne des Européens ». Cependant, la France n'accepte pas le transfert du monument à l'étranger.

### Postérité
Plusieurs solutions ont été proposées : enlèvement de la croix, transfert de l'ensemble du monument ou achat du lieu où il se trouve (pour qu'il devienne propriété privée). C'est finalement le déplacement de la statue vers un terrain appartenant au diocèse de Vannes, à savoir le collège du Sacré-Cœur, qui est retenu. Le transfert du monument a lieu le 11 juin suivant. Le monument reste accessible au public de la place Saint-Jean-Paul-II.
Une même statue du pape (mais non surmontée de la croix) du même artiste a été inaugurée le 25 octobre 2014 à Paris près de la cathédrale Notre-Dame en présence de la maire de Paris, Anne Hidalgo, de Paul Anselin et de l'artiste russe, Zourab Tsereteli, sans polémique.